# Parzival
Parzival er et epos (heltedigt) skrevet af Wolfram von Eschenbach omkring år 1200. Omhandler Parzivals og Gawans bedrifter.
| Bog | Spire Denne artikel om bøger og tidsskrifter er en spire som bør udbygges. Du er velkommen til at hjælpe Wikipedia ved at udvide den. |

- Wikimedia Commons har flere filer relateret til Parzival